# Teatro de Éfeso
El Teatro de Éfeso fue un antiguo teatro grecorromano situado en la ciudad de Éfeso, en Asia Menor, en la actual Turquía. Sus ruinas forman parte del yacimiento arqueológico de Éfeso, declarado Patrimonio de la Humanidad por la Unesco.

## Historia
Se construyó originalmente en el período helenístico o a principios del período romano, como teatro griego. Antes se suponía que se había construido en el siglo III a. C., cuando Lisímaco refundó la ciudad, pero los conocimientos actuales sugieren que, como mucho, el emplazamiento del teatro pudo elegirse en esa época. En el teatro no solo se representaban tragedias griegas y comedias, sino que también se reunía la asamblea de la ciudad, el eclesiasterio.
El teatro fue ampliado y transformado en teatro romano durante el Imperio romano en el siglo I d. C. La construcción comenzó posiblemente bajo el emperador Claudio, y se construyó especialmente bajo los emperadores Nerón y Domiciano.  Fue ampliado durante el reinado de Nerón y  es el monumento mejor conservado del yacimiento arqueológico de Éfeso y el mayor edificio de su tipo en Asia Menor.
Por esta época, el teatro es conocido, entre otras cosas, por el motín, según los  Hechos de los Apóstoles contra el apóstol Pablo. En ella, los artesanos de la ciudad se reunían en el teatro al grito de «¡Grande es Artemisa de Éfeso!».
El edificio también se modificó posteriormente, y su forma definitiva se completó en algún momento antes del año 262 d. C. En ese año, parte del edificio fue destruido por un terremoto, tras lo cual fue reparado. Terremotos posteriores en 359 y 366 causaron más daños, lo que provocó el abandono de parte de la tribuna. Por la misma época, el teatro comenzó a utilizarse para combates de gladiadores. Durante el reinado del emperador bizantino Arcadio (395-408), se llevaron a cabo reformas en el teatro, pero no se restauró la parte superior: el procónsul Mesalino fue encargado de las obras de restauración. En el siglo VIII, el edificio se convirtió en parte integrante del sistema defensivo de Éfeso.  A principios del período bizantino, en el siglo VII, los restos del teatro pasaron a formar parte de una nueva muralla que rodeaba una zona más pequeña. En el siglo VIII, el edificio se convirtió en parte integrante del sistema defensivo de Éfeso.

## Descripción

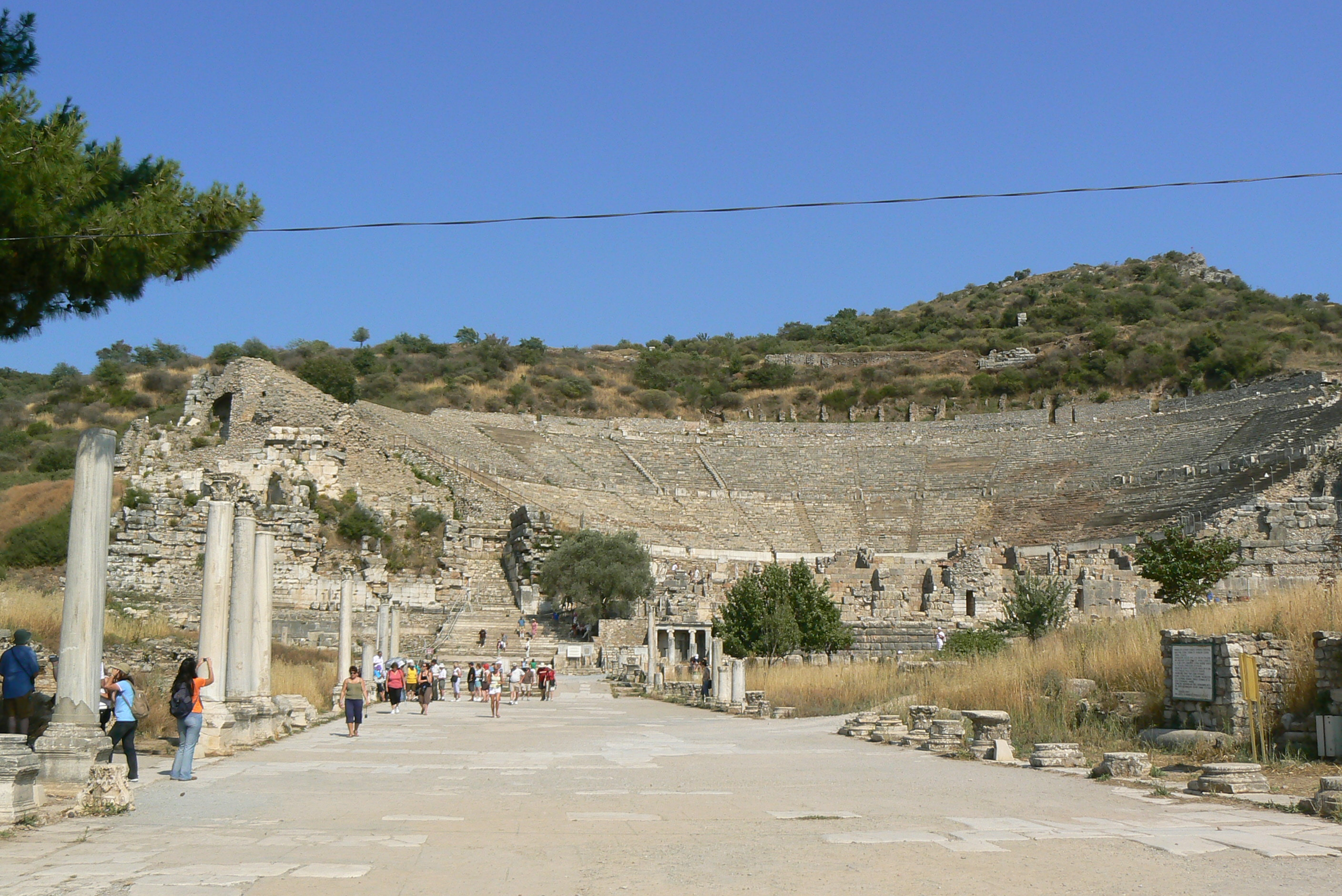
El Teatro visto desde la calle Arcadiane.

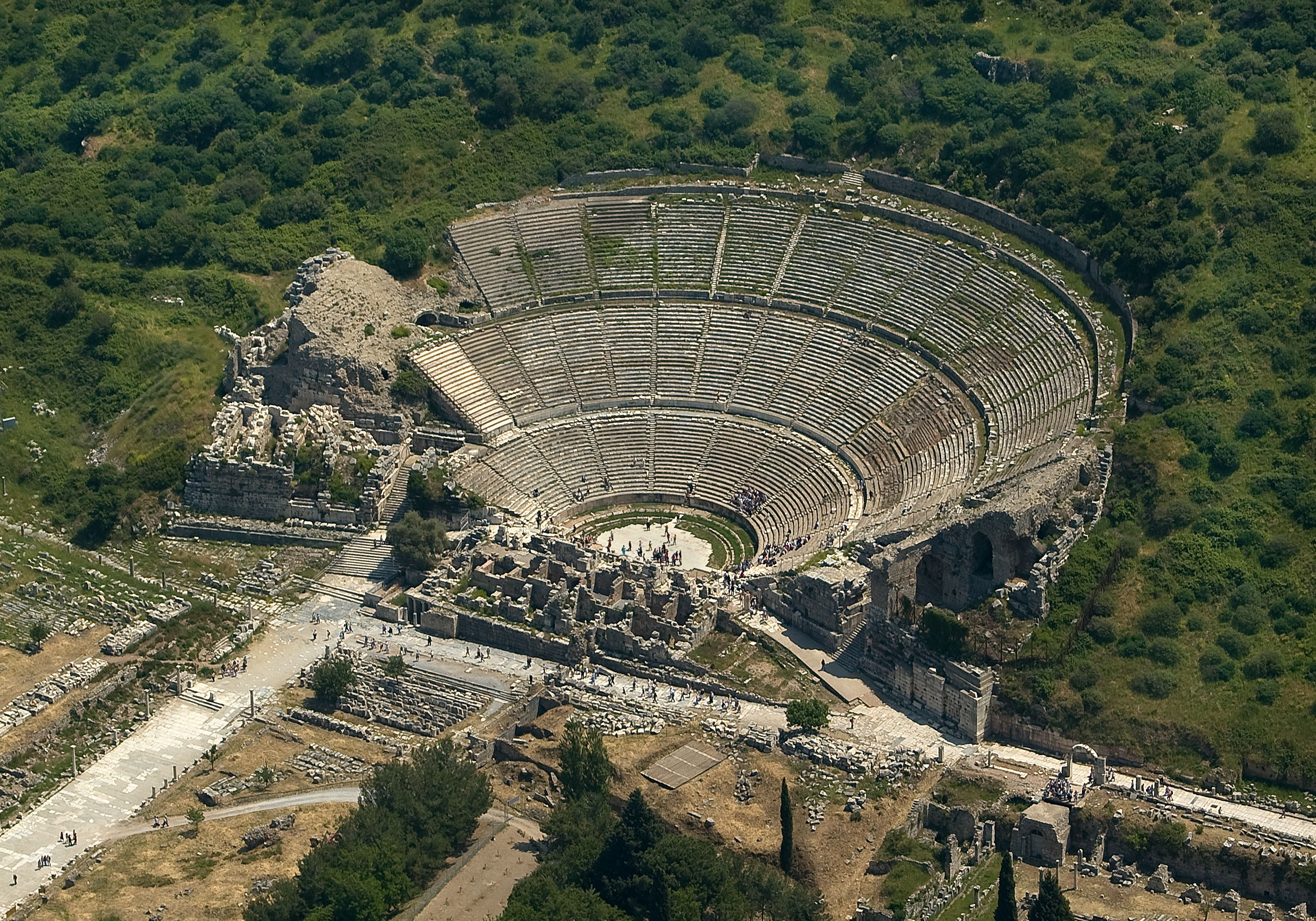
Teatro de Éfeso desde el aire.

El teatro está situado en la ladera occidental de la actual colina Panayır-dağ, en el lado noreste del Ágora comercial de Éfeso, o ágora de Tetragonos. Era un típico teatro semicircular con una orchestra originalmente circular y, en la fase romana, semicircular en el centro.
En su última fase romana, el teatro tenía 62 filas de asientos, divididas por pasillos horizontales (diazomata) en tres partes: inferior, media y superior. En la primera fase, el teatro griego, es posible que solo se completara la parte inferior, mientras que la superior no se añadió hasta el siglo II d. C. La parte inferior contaba con 19 filas de asientos, mientras que la superior se completó en la primera década de siglo III d. C. La parte inferior tenía 19 filas de asientos, la intermedia 20 y la superior 23. Los pasillos verticales dividían la parte inferior en 11 sectores (kerkides) y las partes media y superior en 21 sectores. En el siglo II d. C., los espectadores estaban protegidos de la intemperie por un velarium.
El aforo era de unos 24 000-25 000. El auditorio tenía asientos reservados para los miembros de la boulé o (consejo ciudadano) y la gerusía (consejo de ancianos), los efebos, y las distintas tribus, y los principales oradores.
Al parecer, en la parte superior del auditorio del teatro se encontraba un santuario dedicado a Némesis. En el muro de contención del teatro se encontraba un edificio construido en el siglo III o siglo II a. C., con dos columnas jónicas en su fachada.
Las primeras excavaciones arqueológicas comenzaron en el emplazamiento antes de la Primera Guerra Mundial. En las décadas de 1970 y 1980 se excavaron y restauraron las bóvedas. Las obras de renovación se reanudaron a principios del siglo XXI.